# W.G. Sebald
W. G. (Winfried Georg) Maximilian Sebald, född 18 maj 1944 i Wertach i Allgäu, död 14 december 2001 i Norfolk i England, var en tysk författare som skrivit ett antal omtalade skönlitterära verk varav de mest kända är Utvandrade, Saturnus ringar – en engelsk vallfart och Austerlitz. Enligt Horace Engdahl var W. G. Sebald en tänkbar Nobelpriskandidat.

## Sebalds litterära stil
Sebald har en säregen stil där han blandar fiktion, självbiografi och dokumentär prosa, den senare ofta i formen av biografier över människor som han möter eller känner sig besläktad med. Beträffande kontrasten mellan fakta och fiktion har han själv kommenterat: "Fakta och fiktion är bägge hybrider. De är inga alternativ". Sebalds prosa handlar alltid om att återvinna minnet – ofta vad som brukar kallas det kollektiva minnet – för att förstå hur detta gör oss till dem vi är idag. Utan minne, ingen litteratur. 
Ett utmärkande drag i Sebalds skönlitterära böcker är att där återfinns en rad ofta dokumentärt präglade fotografier och bilder. Dessa vävs in i berättelsen på ett sådant sätt att läsaren sällan blir klar över vilken status bilderna har, är de direkta spår av den verklighet Sebald visar fram eller är de spår av någonting annat som Sebald nu använder för att kunna fortsätta sin berättelse i den riktning han finner nödvändig? Detta är frågor som saknar svar och det tillhör Sebalds briljans att läsaren efter hand inte längre tycker detta är problematiskt.   
Sebalds böcker hör till de där läsaren redan efter ett par sidor försätts i en säregen stämning. Den förunderliga, sorgsna men också nyfikna, stämningen som löper genom Sebalds texter beskrivs kanske bäst som melankolisk.
I sitt stämningsskapande kan han påminna om den österrikiske författaren Peter Handke, som han också har skrivit ett flertal essäer om. Men medan Handke ofta lyckas i sin återhämtning (wiederholung) och därmed åstadkommer ett sanningssägande i Heideggers mening, tillåter Sebalds estetik inte att han når ett sådant avslut eller en sådan epifani. Sebald påminner här snarare om den av honom beundrade Bruce Chatwin: att leva är att vara i rörelse och att minnas är ett ständigt arbete (se exempelvis Chatwins "Drömspår"). 
Sebald levde sitt vuxna liv i England, en självvald exil delvis beroende på en besvikelse över tyskarnas tystnad kring vad som hände under krigsåren, men också för att han föredrog den akademiska kulturen i England framför den i Tyskland. Sebald arbetade som professor vid University of East Anglia i Norwich och har skrivit en lång rad sakprosatexter, bland annat två essäsamlingar om österrikisk litteratur och en bok om bombningarna av tyska städer under andra världskriget.
Sebald kallas ibland för en förintelseförfattare, dels för att den frånvaro av kollektivt minne som han menar präglade Tysklands efterkrigstid alltid finns närvarande i hans skrivande, dels för att många av de personer han skriver om har en livshistoria direkt sprungen ur de nazistiska förintelselägren.

## Biografi
Sebald föddes i maj 1944 i den bayerska alpbyn Wertach i sin morfaders hus, dit mamman flytt från de allierades bombningar av staden Bamberg. Fadern, som tjänstgjort i armén sedan 1929, befann sig i krigstjänst, nu som kapten i Wehrmacht. Fadern återkom först 1947 efter två år som krigsfånge i Frankrike. 1948 flyttade familjen till Sonthofen och vid mitten av 1950-talet gick fadern i tjänst hos Bundeswehr. Fadern förblev en främmande person för Sebald som aldrig kom att förlåta honom hans medverkan i kriget och hans tigande om det. Sebalds fadersfigur var morfadern och hans död 1956, när Sebald var 12 år, lämnade djupa spår.
Om sin uppväxttid och sina skolår har Sebald sagt: ”Jag växte upp i efterkrigstidens Tyskland där det fanns – jag upprepar det ofta – något av en konspiration av tystnad, d.v.s., dina föräldrar talade aldrig om vad de varit med om under kriget eftersom en stor skam var förbunden med dessa upplevelser. Så man höll dem under lock och lås. Och jag tvivlar på att min mor och min far, ens sinsemellan, nämnde något om detta. Det var en underförstådd överenskommelse.”
Vid mitten av 1960-talet studerade Sebald språk och litteratur vid universitetet i Freiburg. Missnöjd med de f.d. nazistiska lärarnas ovilja att beröra det närmsta förflutna, andra världskrigets Europa, sökte sig Sebald till Schweiz och därefter till England. 1966 flyttade han till Manchester och blev lektor vid Victoriauniversitetet. På 1970-talet började han vid University of East Anglia där han grundade British Centre for Literary Translation. Sebald var gift och efterlämnade en dotter som överlevde den bilolycka som förorsakades av hans dödliga hjärtinfarkt 2001.

## Böcker utgivna på svenska
alla utom Bokstavsspåret översatta av Ulrika Wallenström
- 1992 – Utvandrade: fyra berättelser, W&W (Die Ausgewanderten, på svenska 2002). Wahlström & Widstrand. ISBN 91-46-18191-1
- 2001 – Austerlitz,  W&W (Austerlitz, på svenska 2003). Wahlström & Widstrand. ISBN 91-46-20047-9
- 1995 – Saturnus ringar: en engelsk vallfart, (Die Ringe des Saturn: Eine englische Wallfahrt, på svenska 2007). Bonnier . ISBN 978-91-0-011223-3
- 1990 – Svindel, känslor, (Schwindel, Gefühle, på svenska 2009). Bonnier.  ISBN 978-91-0-011857-0
- 2011 – Dikt, prosa, essä (samlingsvolym som innehåller Utvandrade, Austerlitz, Saturnus ringar, Svindel, känslor samt dikten Efter naturen och essän Luftkrig och litteratur). Bonnier, 2011. ISBN 978-91-0-012593-6
- 2017 – Oberättat, Översättning Fedja Wierød Borcak, Vasilis Papageorgiou. Chromata. ISBN 978-91-9-765472-2
- 2016 – Bokstavsspåret. Dikter i urval 1964 - 2001 (Översättning av Axel Englund, Efterord av Anders Olsson). Ellerströms, 2016. ISBN 978-91-7247-457-4
- 1998 – Logi på landet (Logis in einem Landhaus, på svenska 2014), Bonnier Panach. ISBN 9789100126094